# 七月七日に
『七月七日に』（しちがつなのかに）は、大島弓子による日本の漫画作品。『別冊少女コミック』（小学館）1976年7月号に掲載された。
大島弓子作品の中では比較的スムーズに完成した作品であるが、作品の落ちが分かりにくいという投書がたくさんあったようである。

## あらすじ
太平洋戦争開戦から2年の昭和18年の初夏、つづみは東京から離れた田舎で義母の浅葱とともに暮らしていた。最近つづみの気になることは義母が夜中に声を押し殺して泣いたり、溜め息をついていることであった。同じ行動を近所に住む桃太郎の兄である健太郎もとっている、という。桃太郎は二人が相思相愛ではないか、と言う。その言葉を聞いたつづみは複雑な気分になるが、父親がなくなって10年になり、自分も13歳なのだから、と義母に健太郎との見合いを勧める。当初は乗り気ではなかった浅葱は、つづみと桃太郎が相思相愛であるのを知り、桃太郎に必ずつづみと結婚し、医師になることを約束させた上で、健太郎との婚約を承諾する。まもなくして健太郎は出征し、その後、つづみは義母の意外な姿を目にすることになる。

## 登場人物
つづみ
主人公。13歳。出産とともに実母を、3歳の時に父親をなくし、以後義母の手で育てられた。義母とある意味相思相愛の関係で、母親への独占欲が強かったが、自分の年齢を思い、義母の新たな幸せを願うようになる。
浅葱（あさぎ）
つづみの義母。26歳。つづみの父、姫吉とは通っている学校が近かった。16歳の時、姫吉の死んだ年の7月7日につづみの家にやってきた。ゆえに正式には後妻ではない。それから10年間、つづみを義母として育てあげてきた。健太郎にキスをされ、平手を食わせている。
小袿健太郎（こうちぎ けんたろう）
つづみ・浅葱の家の近所に住む作家志望の青年。27歳。周囲からは「ヤングアメリカン」と呼ばれ、敵国人のような顔だと白眼視さとれている。召集令状を受け取っており、浅葱と婚約した後、戦地へ向かっていった。
小袿桃太郎（こうちぎ ももたろう）
健太郎の弟で、14歳。つづみのことが好きである。つづみの口から彼とキスをしたことを伝え聞いた浅葱によって、ものほしざおで叩かれ、将来医者になること、つづみと婚約することを約束させられる。実は、キスをしたというのはつづみの嘘で、顔が近づいてそういう気分になった、というだけの話であった。

## 解説
- 斎藤次郎は、日常性活のきまりごとの約束で大島弓子作品を解釈したり、判定したりするのは無意味だと述べており、読者はもっと賢く作品を楽しむべきであり、蜘蛛の巣を伝って遊ぶ水滴のように、漫画のシュールリアリズムとイメージの隠れん坊をするべきで、この作品の浅葱がかぐや姫に似ており、最初の展開で話の結末を察知すべきであろうと評している[3]。

## 単行本
- 『鳥のように』 小学館（小学館文庫）（1976年12月20日刊）
  - 収録作品 -『鳥のように』・『あしたのともだち』・『わたしはネプチューン』・『リベルテ♥144時間』・『アポストロフィーS』・『七月七日に』
- 『ロマンコミック自選全集　ほうせんか・ぱん』主婦の友社（1978年6月1日刊）
  - 収録作品 -『ほうせんか・ぱん』・『雨の音が聞こえる』・『7月7日に』・『ページ・1』・『アポストロフィー・S』
- 『大島弓子選集第6巻  『全て緑になる日まで』朝日ソノラマ、1986年1月31日刊
  - 収録作品 -『全て緑になる日まで』・『アポストロフィーS』・『ローズティーセレモニー』・『おりしもそのときチャイコフスキーが』・『七月七日に』・『きゃべつちょうちょ』・『さようなら女達』
- 『さようなら女達』 白泉社 、白泉社文庫（1996年3月20日刊）
  - 収録作品 -『さようなら女達』・『おりしもそのときチャイコフスキーが』・『七月七日に』・『いたい棘いたくない棘』・『シンジラレネーション』